# Адель Блох-Бауер
Адель Блох-Бауер (нім. Adele Bloch-Bauer; 8 серпня 1881, Відень, Австро-Угорщина — 24 січня 1925, Відень, Перша Австрійська Республіка) — віденська світська дама, відома за портретом «Золота Адель» 1907 року роботи Густава Клімта, який вважається одним з найвизначніших творів віденського югендстилю. Крім того, Адель Блох-Бауер — єдина з віденських дам, для якої Клімт написав два портрети.

## Життєпис
Адель Бауер — донька генерального директора Віденської банківської корпорації Моріца Бауера і його дружини Жанетти. 1899 року 18-річна Адель, яка мріяла про навчання в університеті та самостійне життя, вступила в шлюб з розрахунку з багатим цукровиробником-монополістом Фердинандом Блохом, який був старшим від неї майже вдвічі. Її старша сестра Тереза вже перебувала в шлюбі з братом Фердинанда Блоха — адвокатом Густавом Блохом. Сім'ї Блохів і Бауерів пов'язували міцні й довірчі стосунки. 1917 року сестри Тереза і Адель попросили чоловіків поміняти прізвища в обох родинах на подвійне Блох-Бауер, і брати пішли назустріч дружинам. Можливо, таке прохання Терези і Аделі викликало те, що 1915 року помер їхній старший і останній з чотирьох братів Євген, який не залишив нащадків чоловічої статі, і таким чином вони прагнули зберегти батьківське прізвище. Адель і Фердинанд Блох-Бауери тричі безуспішно намагалися стати батьками: в Адель сталося два викидні, а третя дитина померла через два дні після народження.
Адель Блох-Бауер мала всі чесноти ліберальної буржуазії: вона була дисциплінованою, самокритичною, освіченою, розбиралася в мистецтві, що згуртовувало їх з чоловіком. Вона займалася самоосвітою, читала класичну англійську, французьку та німецьку літературу. Адель дотримувалася лівих політичних поглядів, у салоні Блох-Бауерів приймали не тільки таких діячів мистецтва як Ріхард Штраус, Франц Верфель або Стефан Цвейг, але й політиків, таких як Карл Реннер і Юліус Тандлер, чиї утопії справили на господиню незабутнє враження.
Сім'я постійно мешкала у замку Бржежани під Прагою, але центр їхнього життя перебував у Відні. 1919 року вони придбали в столиці знаменитий палац на Елізабетштрассе, 18, де зберігалися роботи Клімта. У колекції Блох-Бауерів у Чехії тільки Фердинанда Георга Вальдмюллера налічувалося 14 картин, а також роботи Рудольфа фон Альта, Якоба Шиндлера, Карла Молля, Огюста Родена і Костянтина Меньє. Фердинанд Блох багато років збирав класицистичну віденську порцеляну Конрада Зьоргеля фон Зорґенталя, ця колекція на 1938 рік налічувала близько 400 експонатів музейного рівня.
За офіційною версією Адель познайомилася з Клімтом у салоні свого дому, можливо, через Альму Шиндлер, подругу юності Адель. 1986 року американський психіатр Саломон Грімберґ у журналі «Мистецтво та антикваріат» опублікував статтю, в якій на підставі інформації, отриманої ним у США від трьох близьких до Аделі людей, стверджував, що Адель Бауер і Густава Клімта пов'язували любовні стосунки. 1900 року він вже виконав кілька начерків Аделі, 1901 року художник написав з неї самовпевнену, еротичну і свідому своїх принад «Юдиф I» з її важким поглядом убивці. 1907 року Густав Клімт написав знаменитий золотий «перший портрет Аделі», а 1912 — другий. Крім портретів за двадцять років Бліх-Бауери придбали у Клімта «Березовий ліс», «Камерський замок на Аттерзее III», «Яблуню» і 16 малюнків. Пейзаж «Будинки в Унтераху поблизу Аттерзее» з'явився в їхній колекції вже після смерті художника. У міському палаці Блох-Бауерів Аделі мала маленький салон, не призначений для сторонніх очей, який прикрашали шість картина Клімта і скульптура Георга Ерліха. За спогадами племінниці Марії Альтман, портретний еталон жіночності Адель Блох-Бауер насправді була самовдоволеною і гордовитою, хворобливою, з постійним головним болем, завжди з цигаркою, страшно ніжною, темною. Після передчасної смерті Аделі від менінгіту 1925 року Фердинанд зберіг салон недоторканим, яким він був за життя дружини. Після аншлюсу Австрії Фердинанд Блох-Бауер емігрував до Швейцарії.
Взаєминам Аделі Блох-Бауер і Густава Клімта присвячено роман французької журналістки Валері Трієрвейлер «Секрет Аделі» (фр. Le secret d'Adèle) 2018 року.

## Модель художника Клімта

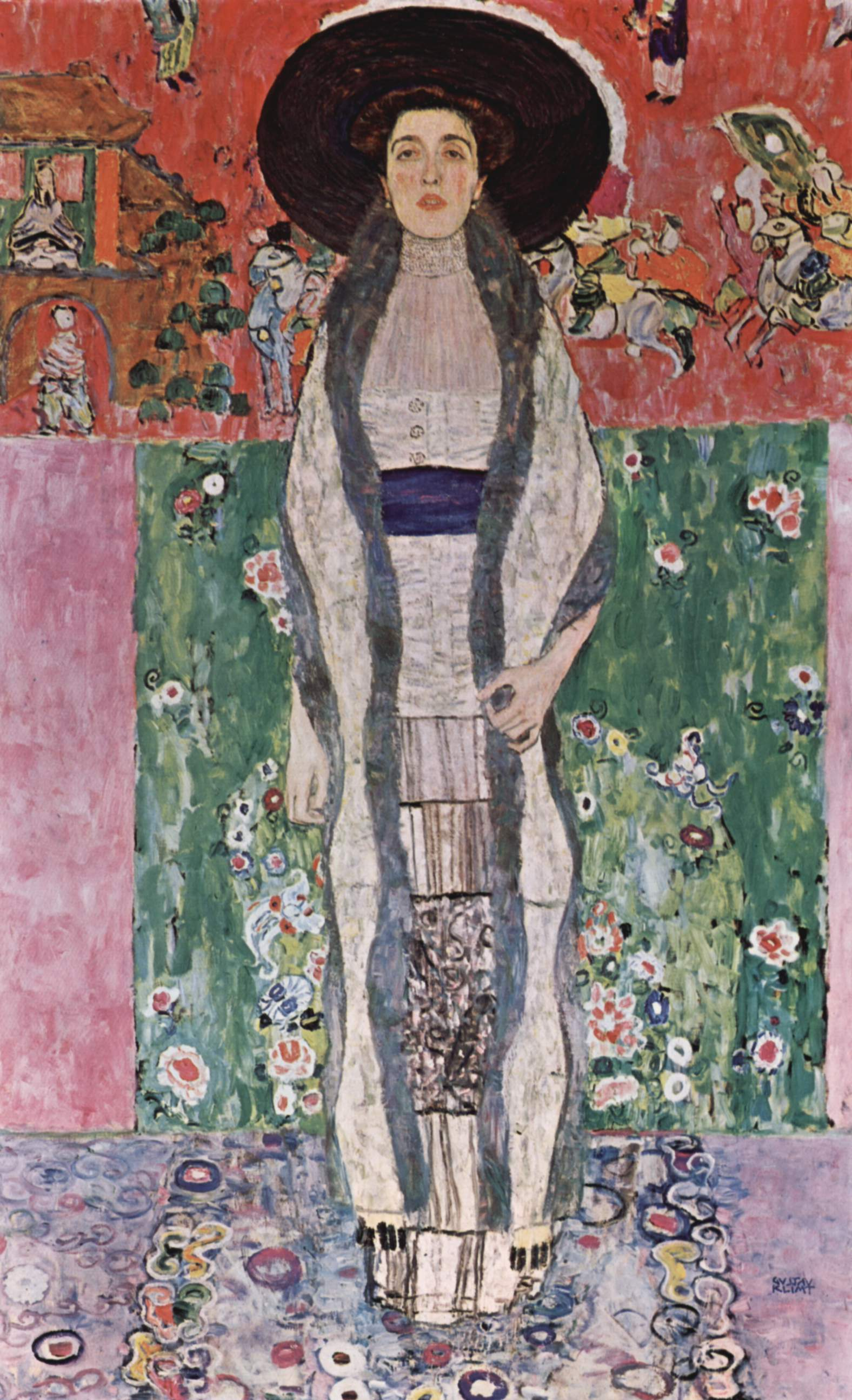
Портрет Аделі Блох-Бавер II
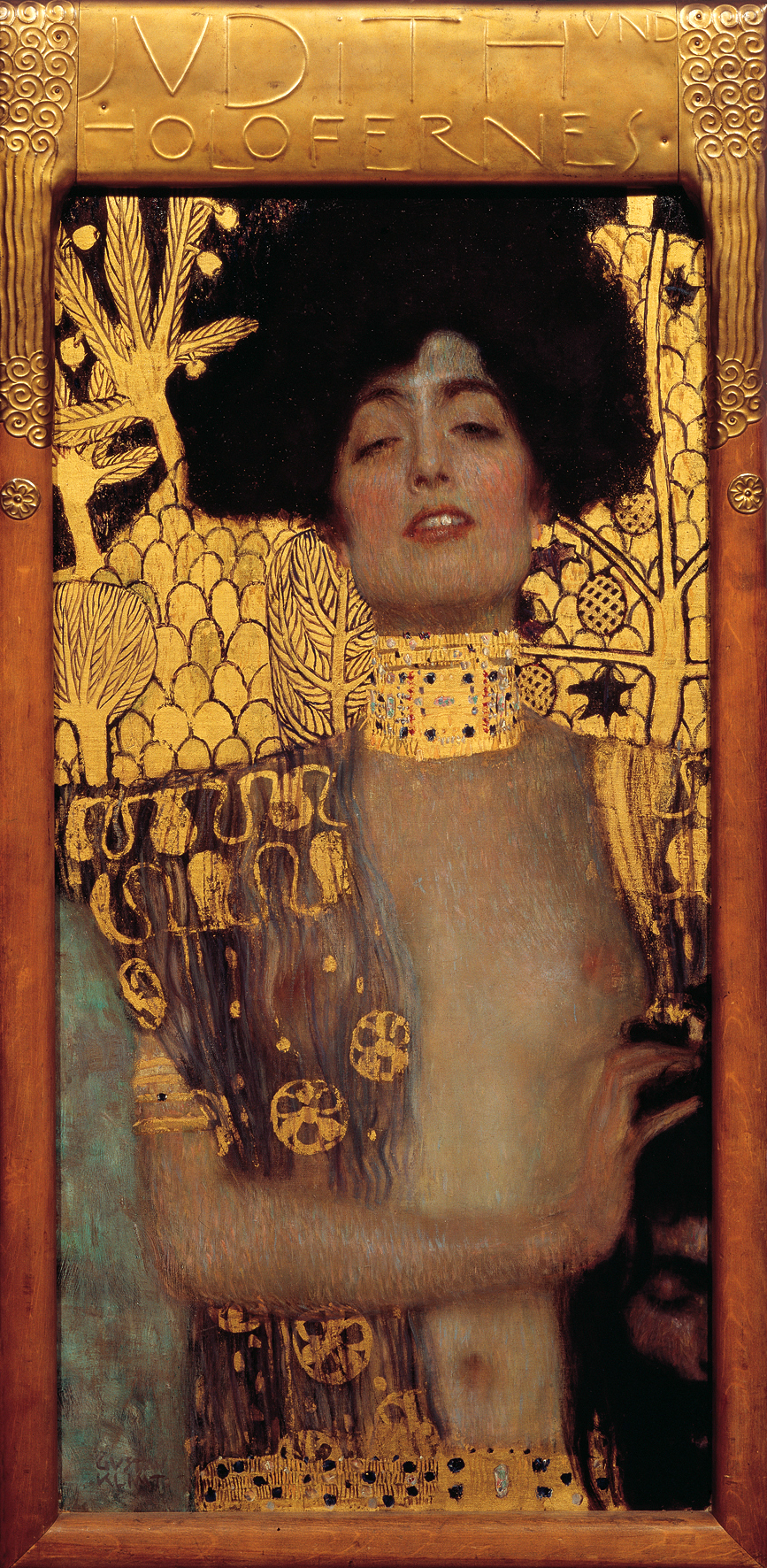
Юдиф та голова Олоферна
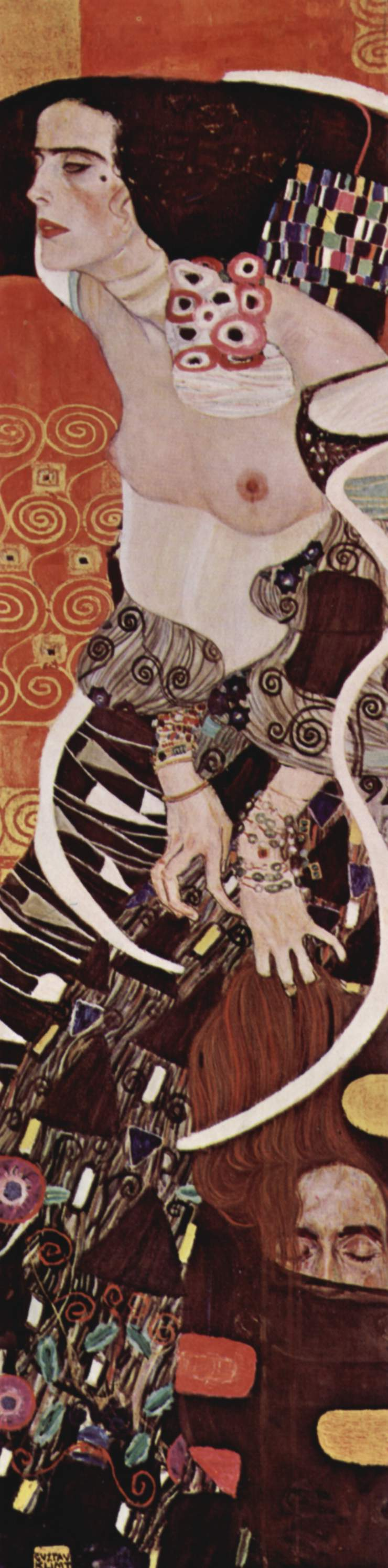
Юдифь II